# خورونگکا
خورونگکا (روسی: Хоруонгка) یک رودخانه در استان یاقوتستان کشور روسیه است.